# Великая Березка (Середино-Будский район)
Великая Березка (укр. Велика Берізка) — село,
Великоберезковский сельский совет,
Середино-Будский район,
Сумская область,
Украина.
Код КОАТУУ — 5924480401. Население по переписи 2001 года составляло 181 человек.
Является административным центром Великоберезковского сельского совета, в который, кроме того, входят сёла
Лукашенковское,
Перемога,
Троицкое,
Ясная Поляна и
Новый Свет.

## Географическое положение
Село Великая Березка находится на левом берегу реки Знобовка,
выше по течению на расстоянии в 2 км расположено село Перемога,
ниже по течению на расстоянии в 1,5 км расположены сёла Ясная Поляна и Троицкое.